# Desmomys harringtoni
Desmomys harringtoni és una espècie de mamífer rosegador de la família dels múrids. És endèmic de l'altiplà central d'Etiòpia, on viu a altituds d'entre 1.800 i 3.300 msnm. Es tracta d'una espècie semiarborícola. Els seus hàbitats naturals són els boscos i matollars montans. És una espècie en risc mínim, és a dir, no sembla que hi hagi cap amenaça significativa per a la seva supervivència. L'espècie fou anomenada en honor del militar i funcionari britànic John Lane Harrington.